# Liste der größten Unternehmen in Israel
Die Liste der größten Unternehmen in Israel enthält die von der Wirtschaftsauskunftei Dun & Bradstreet und dem Wirtschaftsmagazin Forbes veröffentlichten größten Unternehmen in Israel.

## Ranking der größten Unternehmen
Die Rangfolge richtet sich nach der jährlich von Dun & Bradstreet als Premiumliste präsentierten 100 führenden israelischen Wirtschaftsunternehmen, die nach drei gewichteten Kriterien der letzten drei Jahre bestimmt wird: Umsatz, Angestellte und Reingewinn. Die im Power Ranking platzierten Unternehmen stammen aus folgenden Branchen: Industrie, Dienstleistung und Handel (einschließlich Leasing), Hightech, Immobilien, Banken und Versicherungskonzerne. Die Zahlen sind in Millionen US-Dollar angegeben und beziehen sich auf das Geschäftsjahr 2018.
| Rang | Name                                             | Umsatz (Mio. $) | Branche           |
| ---- | ------------------------------------------------ | --------------- | ----------------- |
| 1.   | Israel Electric Corporation                      | 6725            | Technologie       |
| 2.   | Israel Chemicals (gehört zur Israel Corporation) | 5695            | Chemie            |
| 3.   | Amdocs                                           | 4074            | Software          |
| 4.   | Bank Leumi                                       | 3923            | Banken            |
| 5.   | Bank Hapoalim                                    | 3753            | Banken            |
| 6.   | Elbit Systems                                    | 3776            | Technologie       |
| 7.   | Discount Bank                                    | 2572            | Banken            |
| 8.   | Shufersal                                        | 3663            | Handel            |
| 9.   | ADAMA                                            | 3624            | Landwirtschaft    |
| 10.  | Mizrahi-Tefahot                                  | 1964            | Banken            |
| 11.  | Harel Insurance                                  | 4186            | Versicherungen    |
| 12.  | Migdal Holdings                                  | 4509            | Versicherungen    |
| 13.  | Check Point Software                             | 1964            | Hi-Tech           |
| 14.  | Strauss Group                                    | 1598            | Nahrungsmittel    |
| 15.  | The Phoenix                                      | 3281            | Versicherungen    |
| 16.  | Palo Alto Networks                               | 2330            | Hi-Tech           |
| 17.  | Shikun & Binui                                   | 1805            | Baugewerbe        |
| 18.  | Tower Semiconductor                              | 1337            | Hi-Tech           |
| 19.  | Delta Galil                                      | 1536            | Konsumgüter       |
| 20.  | Frutarom Industries                              | 1483            | Nahrungsmittel    |
| 21.  | Nice Ltd.                                        | 1481            | Hi-Tech           |
| 22.  | Bezeq                                            | 2658            | Telekommunikation |
| 23.  | Electra                                          | 1727            | Baugewerbe        |
| 24.  | FIBI Holding                                     | 1176            | Banken            |
| 25.  | Paz Oil                                          | 4023            | Öl und Gas        |
| 26.  | Menora Mivtachim                                 | 2410            | Versicherungen    |
| 27.  | Formula Systems                                  | 1530            | Hi-Tech           |
| 28.  | Rami Levi Chain Stores                           | 1551            | Nahrungsmittel    |
| 29.  | ORL – BAZAN                                      | 6843            | Raffinerien       |
| 30.  | Matrix                                           | 903             | Software          |
| 31.  | Orbotech                                         | 1070            | Hi-Tech           |
| 32.  | Melanoch Technologies                            | 1116            | Hi-Tech           |
| 33.  | Dor Alon                                         | 1223            | Raffinerien       |
| 34.  | Danya Cebus                                      | 1226            | Baugewerbe        |
| 35.  | Ashtron Group                                    | 1127            | Baugewerbe        |
| 36.  | Fox (Israel)                                     | 591             | Mode, Schuhe      |
| 37.  | Taro                                             | 678             | Pharma            |
| 38.  | Mekorot                                          | 1223            | Öl                |
| 39.  | Delek Israel                                     | 1435            | Mischkonzerne     |
| 40.  | SodaStream                                       | 570             | Nahrungsmittel    |
| 41.  | Shapir                                           | 880             | Bauindustrie      |
| 42.  | Clal Insurance                                   | 3226            | Versicherungen    |
| 43.  | Partner Communications                           | 929             | Telekommunikation |
| 44.  | Azrieli Group                                    | 898             | Wohnungsbau       |
| 45.  | HOT                                              | 1140            | Kommunikation     |
| 46.  | Malam-Team                                       | 570             | Handel            |
| 47.  | Cellcom Israel                                   | 1052            | Kommunikation     |
| 48.  | Direct Insurance                                 | 688             | Versicherungen    |
| 49.  | AL-Rov                                           | 397             | Wohnungsbau       |
| 50.  | Electra Consumer Products                        | 751             | Elektronik        |

## Größte börsennotierte Unternehmen
Die Rangfolge der jährlich erscheinenden Liste Forbes Global 2000, der 2000 größten börsennotierten Unternehmen der Welt, errechnet sich aus einer Kombination von Umsatz, Nettogewinn, Aktiva und Marktwert. Dabei wurden die Platzierungen der Unternehmen in den gleich gewichteten Kategorien zu einem Rang zusammengezählt. Die Zahlen in der folgenden Tabelle sind in Milliarden US-Dollar angegeben und beziehen sich auf das Geschäftsjahr 2018, für den Marktwert auf den Börsenkurs vom 18. April 2019.
| Rang | Rang Forbes 2000 | Name                 | Umsatz (Mrd. $) | Gewinn (Mrd. $) | Aktiva (Mrd. $) | Marktwert (Mrd. $) | Branche        |
| ---- | ---------------- | -------------------- | --------------- | --------------- | --------------- | ------------------ | -------------- |
| 1.   | 751.             | Teva                 | 18.8            | 2,300           | 60,7            | 15,5               | Pharma         |
| 2.   | 883.             | Bank Leumi           | 3,80            | 0,906           | 123,3           | 10,1               | Banken         |
| 3.   | 959.             | Bank Hapoalim        | 4,1             | 0,722           | 123,3           | 9,5                | Banken         |
| 4.   | 1302.            | Check Point Software | 1,9             | 0,821           | 5,8             | 18,7               | Software       |
| 5.   | 1508.            | Israel Discount Bank | 2,7             | 0,419           | 64,0            | 4,3                | Banken         |
| 6.   | 1669.            | Mizrahi-Tefahot      | 2,2             | 0,335           | 69,0            | 5,0                | Banken         |
| 7.   | 1863.            | Migdal               | 4,4             | 0,153           | 41,0            | 1,1                | Versicherungen |
| 8.   | 1918.            | FIBI Holding         | 1,1             | 0,098           | 35,9            | 1,1                | Banken         |
| 9.   | 1954.            | Delek Group          | 2,3             | 0,144           | 34,0            | 2,2                | Mischkonzerne  |